# George Peters
Pour les articles homonymes, voir George Peters (homonymie) et Peters.
George Peters, né en 1890 à Chicago (Illinois) et mort le 17 octobre 1935 à Los Angeles (Californie), est un directeur de la photographie américain.

## Filmographie
- 1916 : The Soul Market de Francis J. Grandon (comme George W. Peters)
- 1916 : La Vierge folle (The Foolish Virgin) d'Albert Capellani
- 1917 : La Noce de Fatty (His Wedding Night) de Roscoe Arbuckle
- 1917 : Fatty docteur (Oh Doctor!) de Roscoe Arbuckle
- 1917 : Fatty à la fête foraine (Fatty at Coney Island) de Roscoe Arbuckle
- 1917 : Fatty m'assiste (A Country Hero) de Roscoe Arbuckle
- 1918 : Fatty bistro (Out West) de Roscoe Arbuckle
- 1918 : Fatty groom (The Bell Boy) de Roscoe Arbuckle
- 1918 : La Mission de Fatty (Moonshine) de Roscoe Arbuckle
- 1918 : Fatty à la clinique (Good Night, Nurse) de Roscoe Arbuckle
- 1918 : Fatty cuisinier (The Cook) de Roscoe Arbuckle
- 1918 : Wanted for Murder de Frank Hall Crane
- 1919 : Taxi de Lawrence C. Windom (comme George W. Peters)
- 1919 : Upside Down de Lawrence C. Windom (comme George W. Peters)
- 1919 : Piccadilly Jim (en) de Wesley Ruggles
- 1920 : Sooner or Later de Wesley Ruggles
- 1920 : The North Wind's Malice de Paul Bern et Carl Harbaugh
- 1921 : Le Piège (The Highest Bidder) de Wallace Worsley
- 1921 : The Girl with the Jazz Heart de Lawrence C. Windom
- 1921 : Sérénade de Raoul Walsh
- 1921 : The Power Within de Lem F. Kennedy
- 1923 : Jacqueline, or Blazing Barriers de Dell Henderson
- 1923 : The Broken Violin de John Francis Dillon
- 1924 : The Bandolero de Tom Terriss
- 1925 : The Adventurous Sex de Charles Giblyn
- 1926 : Le Chapeau Fétiche (The Brown Derby) de Charles Hines
- 1926 : Stepping Along de Charles Hines
- 1927 : All Aboard de Charles Hines
- 1929 : The House of Secrets de Edmund Lawrence
- 1930 : Convict's Code (en) de Harry Revier